# Hrissé
La hrissé est un gruau traditionnel libanais composé principalement de blé et de viande d’agneau.

## Histoire
Il est traditionnellement préparé au cours de deux grandes célébrations religieuses libanaises. Selon la communauté libanaise chiite, la hrissé est préparée pendant la célébration de la fin de l’Achoura, et pendant la journée de l’Assomption par la communauté chrétienne libanaise.
Bien que ce ne soit pas entièrement vérifié, l’histoire dit que vers le XIXe siècle, autour de l’année 1851, la peste frappa le village de Bhamdoun. Entre-temps, à Marjeyoun, un village voisin, on vit l’apparition de la Vierge Marie. Sainte Marie dit alors au peuple de transporter une antique icône religieuse dans l’église principale de Bhamdoun. Et il est dit qu’après avoir placé cette icône à l’intérieur de l’église, la peste disparut. Après quelques mois, les villageois décidèrent de ramener l’icône dans son village d’origine. Mais une fois que ce fut fait une autre épidémie se répandit dans le village, ils durent alors la ramener. Depuis lors, chaque année pour le 15 août, le peuple cuisine la hrissé en l’honneur de sainte Marie qui les a sauvés de la peste.

## Recette
Elle se compose principalement de :
- 500 g de blé concassé
- 1 kg de jarrets de viande en cubes
- 500 g à 1 kg d’os d’agneau (utiliser en moins si vous voulez un résultat plus léger)
- ½ c. à café de poivre
- 2 feuilles de laurier
- 1 bâton de cannelle
- Sel de mer

La préparation varie légèrement d’une région à l’autre. Mais en général la hrissé est composée principalement de viande d’agneau mélangée avec les os de l’agneau, le blé et l’eau. Le tout est chauffé dans de grandes marmites jusqu’à atteindre la température d’ébullition. Il est recommandé de maintenir un mélange ferme et constant à haute température et il est également nécessaire de réduire la température avant d’ajouter le blé pour l’empêcher de former des grumeaux. La hrissé doit être cuite pendant plus de 5h pour assurer un plat épais et équilibré. Enfin, l’élasticité indique que la viande est cuite. L’ingrédient final est l’ajout de sel. Ensuite, le repas chaud est généralement servi directement dans des bols chauds aux côtés d’un « el tamrieh » traditionnel libanais.

## References
1. ↑  (en-US) LBTAdmin, « HRISSEH: A SUMPTUOUS DISH », sur Lebanon Traveler, 9 août 2019 (consulté le 13 mars 2020)
2. ↑  (en-GB) « Bhamdoun », sur Aley (consulté le 13 mars 2020)
3. 1 2  (en-US) « Hrisseh: A Sumptuous Dish », sur Lebanon Traveler, 9 août 2019 (consulté le 13 mars 2020)